# Turismo (automobile)

Mercedes Simplex del 1904, esempio di vettura “turismo”

Il termine turismo descriveva una tipologia di vettura che era comune all'inizio del XX secolo, come auto aperta o con fiancate aperte, che poteva ospitare quattro o più passeggeri, e che gradualmente venne abbandonata a partire dal 1930, sostituita dalle auto berlina. 

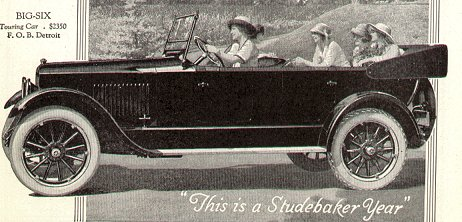
La Studebaker Big Six del 1920 è un altro esempio di vettura “turismo”

Le vetture turismo potevano avere due o quattro porte, il motore dei primi esemplari era montato anteriormente o centralmente. Spesso, la linea di cintura era abbassata per fornire ai modelli un carattere più sportivo, e a volte era presente un tettuccio ripiegabile. 
All'epoca erano popolari e rappresentavano un'alternativa alle runabout ed alle roadster. A metà degli anni dieci, negli Stati Uniti, le vetture turismo evolsero in vari tipi di carrozzeria. La più comune fu la turismo quattro porte. La maggior parte delle Ford Model T prodotte dal 1908 al 1927, erano delle turismo a tre o a quattro porte. In termini percentuali, le turismo 5 passeggeri rappresentavano per la Ford il 44% delle Model T vendute.
La popolarità delle vetture turismo cominciò a calare nei primi anni venti, quando il compartimento passeggeri chiuso diventò meno costoso e quindi più abbordabile. Di conseguenza, le vendite delle vetture chiuse iniziarono a superare quelle delle vetture aperte. 

## Contesto
L’automobile ha sicuramente contribuito alla mobilità per diporto e dunque a un particolare tipo di turismo. Inizialmente, l'auto era disponibile per la sola élite dotata di mezzi finanziari, ma poi anche ad una massa sempre più vasta di persone, almeno dal periodo compreso fra le due guerre mondiali in poi. Dopo la Seconda guerra mondiale, la generalizzazione dell’automobile, nei paesi economicamente più evoluti, ha ampliato il concetto di turismo in automobile e permesso di raggiungere agevolmente qualsiasi regione del proprio continente.